# Tomasz Pilasiewicz
Tomasz Pilasiewicz (ur. w grudniu 1976 w Białymstoku) – polski perkusista. Pilasiewicz współpracował z takimi grupami jak Gorgasm, Disinter, Undercurrent, Corphagy czy Ad Infinitum.
Naukę gry na instrumencie rozpoczął w wieku jedenastu lat. W wieku trzynastu lat przeprowadził się z rodziną do Chicago w Stanach Zjednoczonych. Jako główne inspiracje wymieniał takich muzyków jak Krzysztof Raczkowski, Hellhammer czy Trym Torson.
Pilasiewicz ma żonę Agatę z którą ma córkę Maję.

## Wybrana dyskografia
- Disinter - Welcome To Oblivion (2000)
- Disinter - Demonic Portraiture (2001)
- Disinter - As We Burn (2004)